# Kerk van Hasle
De Kerk van Hasle (Deens: Hasle Kirke) is de parochiekerk van de havenplaats Hasle op het Deense eiland Bornholm. Het kerkgebouw is gelegen op een natuurlijke verhoging van waaruit er uitzicht is over de haven.

## Geschiedenis en architectuur
De kerk bestond oorspronkelijk uit een laatgotisch kerkschip met een driezijdig koor op het oosten. Voor de bouw werden veldstenen gebruikt. De kerk werd voor het eerst als Hasle Capell in 1569 beschreven. Het westelijke vakwerktorentje werd in 1758 herbouwd en het zuidelijke portaal met trapgevel werd in 1882 aangebouwd. In 1887 werd de hoofdingang naar het westelijke deel van het kerkschip verplaatst. De muren van het schip zijn circa 3 meter hoog en hebben houten vensters uit 1833.

## Interieur
Het houten tongewelf werd in 1847 aangebracht.
In de kerk bevindt zich een houtgesneden verguld drieluik uit de 16e eeuw. Het centrale paneel betreft een voorstelling van Christus' kruisiging. De vleugels bevatten elk twee voorstellingen; de deur naar het noorden toont de geseling van Jezus en daaronder Christus die voor Pontius Pilatus wordt geleid. De deur naar het zuiden toont de met een doornenkroon gekroonde Christus en daaronder Jezus die het kruis draagt. Tot 1847 bestond het altaar uit vijf panelen; het werd waarschijnlijk in Lübeck gemaakt.
De preekstoel is laat-16e-eeuws en waarschijnlijk van Vlaamse oorsprong. De westelijke orgelgalerij werd in de 18e eeuw gebouwd. Het in Gotland gehouwen doopvont is 13e-eeuws. In het midden van het kerkschip hangt het votiefschip Emanuel uit 1933.